# Puig de la Cebeta
El Puig de la Cebeta és una muntanya de 333 metres que es troba al municipi de Cervelló, a la comarca del Baix Llobregat.